# Поклик предків (фільм, 1997)
«По́клик пре́дків» (англ. The Call of the Wild: Dog of the Yukon) — канадський телефільм 1997 року за романом «Поклик предків» американського письменника Джека Лондона, книги, яка, як правило, знаходиться в дитячому розділі домашньої бібліотеки. У фільмі роль Джона Торнтона зіграв нідерландський і американський актор — Рутгер Гавер.

## Сюжет
Американський актор Річард Дрейфус розповідає у фільмі захоплюючу історію про пса, якого викрали в Каліфорнії і продали як їздового собаку шукачам золота на Юконі у часи золотої лихоманки. Природна кмітливість та фізична витривалість дали йому можливість вижити у цих екстремальних умовах.

## Ролі виконують
- Рутгер Гауер — Джон Торнтон
- Бронвен Бут — Мерседес
- Чарльз Едвін Павел — Гел
- Берк Лоренс — Чарльз
- Люк Морісет — пан Перро
- Роберт П'єр Коте — Франсуаза
- Джон Новак — пан Метюсон
- Джон Дан-Гіл — Ганс
- Річард Дрейфус — оповідач

## Навколо фільму
- Три пси-актори породи леонбергер виконували головну роль у фільмі (один з них навіть був… самкою). Джек Лондон описує «Бака» як величезного, чотирирічного пса, помісь сенбернара з шотландською вівчаркою.
- На основі популярної книги Джека Лондона «Поклик пращурів» були зняті ще 5 фільмів:
  - американський німий фільм «Поклик предків (фільм, 1923)[en]» — режисер Фред Джекман,
  - американський фільм «Поклик предків (фільм, 1935)» — режисер Вільям А. Велмен,
  - фільм «Поклик предків (фільм, 1972)[en]» — режисер Кен Аннакін,
  - американський телефільм «Поклик предків (фільм, 1976)[en]» — режисер Джері Джеймсон,
  - американський фільм «Поклик предків (фільм, 2009)[en]» — режисер Річард Габай.